# 孙刘李村
孙刘李村，中华人民共和国山东省济南市章丘市高官寨镇所辖的一个行政村。全行政村人口209户、810人(2005年)。耕地面积2136亩(2005年)。行政区划代码370181114231。